# Dragalić
Dragalić je općina u Hrvatskoj. Nalazi se u Brodsko-posavskoj županiji.
Prostire se na 59,5 km², a prema popisu iz 2021. imala je 1058 stanovnika.

## Stanovništvo
Prema popisu stanovništva iz 2001. godine, općina Dragalić imala je 1282 stanovnika, raspoređenih u 6 naselja:
- Donji Bogićevci – 76
- Dragalić – 581
- Gorice – 166
- Mašić – 194
- Medari – 211
- Poljane – 54

### Narodnosni sastav, 2001.
- Hrvati – 1022 (79,72)
- Srbi – 196 (15,29)
- Česi – 1
- Mađari – 1
- Ukrajinci – 1
- ostali – 1
- neopredijeljeni – 54 (4,21)
- nepoznato – 6 (0,47)

| broj stanovnika | 1301  | 1579  | 1618  | 2111  | 2416  | 2869  | 2828  | 3090  | 3127  | 3038  | 3135  | 3077  | 2781  | 2715  | 1282  | 1361  | 1058  |
|                 | 1857. | 1869. | 1880. | 1890. | 1900. | 1910. | 1921. | 1931. | 1948. | 1953. | 1961. | 1971. | 1981. | 1991. | 2001. | 2011. | 2021. |

| broj stanovnika | 246   | 277   | 269   | 412   | 478   | 649   | 606   | 657   | 746   | 717   | 776   | 730   | 633   | 655   | 581   | 559   | 454   |
|                 | 1857. | 1869. | 1880. | 1890. | 1900. | 1910. | 1921. | 1931. | 1948. | 1953. | 1961. | 1971. | 1981. | 1991. | 2001. | 2011. | 2021. |

## Povijest
U povijesnim spisima iz 14. stoljeća (1334.) spominje se prvi put naselje Dragalić, pod vlašću viteškoga roda Ivanovca.
Nazivi naselja iz predturskog doba nisu poznati. Turci zauzimaju ove prostore 1544. gotovo puste, jer su se stanovnici povukli pred njima. Na vojnoj karti iz 1720., spominje se Dragalić kao Dragalitza pagus. 1730. selo je imalo 7 kuća, a stanovništvo se dalje naseljavalo, pa je po popisu iz 1760. imalo 35 kuća. U 19. stoljeću povećava se hrvatsko stanovništvo doseljenicima, a povoljniji uvjeti života donose pojačanje obitelji tako da su očuvani starinački rodovi. Dragalić je općinsko središte od 1928. – 1954., a u njemu su bili pošta, policijska postaja, poljoprivredna zadruga, mljekara, stovarište drvne mase, veterinarska stanica i ambulanta.
U Domovinskom ratu srbijanski agresor uništio je sva naselja, kulturne i vjerske objekte.
Općina je ponovo osnovana 17. siječnja 1997. U sastavu općine su sljedeća naselja: Dragalić, Mašić, Medari, Poljane, Donji Bogićevci i Gorice. 

## Gospodarstvo
Ratarstvo i stočarstvo temeljne su djelatnosti.

## Spomenici i znamenitosti
Kroz povijest u Dragaliću je izgrađeno nekoliko crkvi.
Crkva Sv. Ivana Krstitelja u Dragaliću sagrađena 1698. nakon izgona Turaka nije se zbog ruševnosti obnavljala, ali je već prije 1730. podignuta drvena kapelica Sv. Ane koja nije dugo izdržala, te je 1799. podignuta druga drvena kapelica opet u čast Sv. Ane. Sadašnja crkva Sv. Ivana Krstitelja građena je od 1875.—1878., duga je 16 a široka 8 m. Oltarnu sliku Glavosjek Ivana Krstitelja kao i sliku Sv. Ane izradio je slikar Ignaz Berger iz Moravske. Crkvu je blagoslovio 1878. župnik Marin Hamer. Kapelicu je iznutra oslikao 1891. slikar Marko Antonini. Crkva je imala 3 zvona. U Domovinskom ratu je crkva zapaljena ali zahvaljujući mnogim donatorima i radom samih mještana crkva je obnovljena, a msgr. dr. Antun Škvorčević, požeški biskup je istu blagoslovio 29. kolovoza 1999. Slike Sv. Ane, Sv. Lepolda Mandića i Sv. Nikole Tavelića naslikao je i darovao crkvi slikar Ivan Zukanović iz Dragalića. U cintoru crkve podignuta je kuća s garažom i vjeronaučnom dvoranom u kojoj su od 1970.—1985. boravile časne sestre. Kuća je nakon Domovinskog rata ponovno sagrađena, ali u cijelosti nije dovršena.
Kapelica Sv. Vida u Goricama duga je 5 m, a široka 4 m. Oltarnu sliku izradio je Ivan Zukanović, slikar iz Dragalića. U Domovinskom ratu kapelica je bila zapaljena, a zahvaljujući Udruzi hrvatskih dragovoljaca domovinskog rata (UHDDR) ogranak Špansko je obnovljena.
Kapelica Sv. Fabijana i Sebastijana počela se zidati 1922. Kapelica je široka 3 m i duga isto toliko. U Domovinskom ratu je uništena, te je obnovljena nakon rata.

## Obrazovanje
Prvi pisani trag o postojanju škole u Dragaliću, iz Hrvatskog učiteljskog doma od 5. ožujka 1915., Ivana Martinovića, o krajiškom školstvu, navodi se 1777. (trivijalna škola).
24. lipnja 1883. školu je pregledao kraljevski zemaljski ravnatelj Nikola Hadžić. Škola je bila opremljena raznim učilima, a nastava se izvodila na hrvatskom i njemačkom jeziku. Školska godina završavala je ispitima kojima su bili nazočni časnici zbog blizine kumpanije. Građevni odsjek Kraljevske zemaljske vlade u Zagrebu 1905. odredio je 15.500 kruna za izgradnju nove škole u Dragaliću. Prva školska godina u novoj školskoj zgradi je 1906./1907. s upisanih 65 učenika. Početkom lipnja obilježavao se Dječji tjedan, a na adresu škole redovito je stizalo izdanje "Smilja". 1918. u sastavu škole djeluje tzv. "pomoćna škola" za opismenjavanje pučanstva. Odlukom NOO Nova Gradiška 1957., reformom školstva, ustrojava se osmogodišnja škola sa sjedištem u Dragaliću. Matična škola imala je pet područnih škola: Mašička Šagovina, Trnava, Poljane, Gorice i Donji Bogićevci. Mještani sela pokrenuli su 1962. akciju izgradnje nove škole koja je s radom počela 1. travnja 1966. Osnovna škola je u šk. god. 1968./1969. i 1969./1970. imala najveći broj učenika, 544.
1991. po okupiranju Dragalića, škola je zapaljena. Tijekom godina prognanstva, iako ne u svojim klupama, učenici i učitelji se okupljaju dva puta tjedno. Rezultat tome je tiskanje školskog lista "Breza". Poslije vojnoredarstvene akcije "Bljesak", obnove škole i povratka pučanstva kućama, škola nastavlja s radom.
Danas, nakon 224 godine dugog školstva, upornošću mještana u tri izgradnje, škola ima 8 razrednih odjeljenja sa 120 učenika od 1. do 8. razreda. Nastava se održava osim u matičnoj školi u Dragaliću i područnom odjelu Gorice, dok ostali područni odjeli nisu u funkciji.
Perom učitelja Stjepana Petričevića otvorena je prva sačuvana Spomenica Niže pučke škole u Dragaliću 19. svibnja 1906.

## Kultura
Kulturni život kroz povijest Dragalića bio je uvijek prisutan kroz rad mnogih društava, a najistaknutiji su bili "Mladi Hrvat" Dragalić, Prosvjetno pjevačko društvo "Zrinski" i Seljačka sloga.
U općini djeluju lovačka udruga "Podložje" – Gorice, Crveni križ, Društvo Naša djeca, ratarsko-stočarsko mehanizacijska udruga, Udruga "Breza" koja se bavi kulturnom djelatnošću, DVD Dragalić, Udruga žena "Trobojnica-Tkanica" koja se bavi očuvanjem i izradom narodnih rukotvorina, te Zagonetačko društvo Dragalić.

## Šport
- NK Dragalić, nogometni klub
- Udruga za sportsku rekreaciju "Medice" iz Medara

## Vanjske poveznice
- Službena stranica
- Stranice NK Dragalić  Arhivirana inačica izvorne stranice od 28. listopada 2016. (Wayback Machine)